# 藤原定頼母
藤原定頼母（ふじわら の さだよりのはは、生没年不詳）は、平安時代中期の王女、歌人。

## 略歴
父は昭平親王で母は藤原高光の娘。藤原道兼の養女となり、後に藤原公任と結婚した。
長徳元年（995年）に藤原定頼を産む。後に出家して尼となっており尼上と呼ばれている。『後拾遺和歌集』、『玉葉和歌集』に1首ずつのせられている。